# Aïn Zouit
Aïn Zouit est une commune de la wilaya de Skikda en Algérie.